# Кетлейн Квадрос
Кетлейн Квадрос  (порт. Ketleyn Quadros, 1 жовтня 1987) — бразильська дзюдоїстка, олімпійська медалістка.

## Виступи на Олімпіадах
| Олімпіада  | Дисципліна      | Місце |
| ---------- | --------------- | ----- |
| Пекін 2008 | до 57 кг        | 3     |
| Токіо 2020 | до 63 кг        | 7     |
| Токіо 2020 | змішана команда | 7     |
| Париж 2024 | до 63 кг        | 9     |
| Париж 2024 | змішана команда | 3     |